# Toyota Auris
Toyota Auris är en personbil från Toyota som introducerades 2006 som en ersättare till Toyota Corolla. Den första generationen tillverkades mellan 2006 och 2012 och var den första generationen att dela E150-plattformen med Corolla. Det interna projektnamnet för modellen var E 150. Den andra generationen (E 180) presenterades 2012 och var bredare, lägre och hade en lyxigare interiör. Den tredje generationen av Auris debuterar 2018 och bygger på Toyotas TNGA plattform. I Australasien fortsatte bilen att heta Toyota Corolla, medan den i Japan i vissa versioner gick under namnet Toyota Blade. De första årsmodellerna kunde man även i Europa köpa Toyota Corolla som 4-dörrars sedan, medan halvkombin och kombin hette Auris. 
Auris finns både med hybriddrift och med konventionell bensinmotor.  2007 fick Auris fem stjärnor av Euro NCAP för sin säkerhet.
2018 kom ersättaren till Toyota Auris och nu återtogs namnet Corolla igen.

## Auris egenskaper[2]

### Säkerhet[3]
- Autobroms (Toyota Safety Sense)
- Automatiskt helljus (AHB).
- Låsningsfria bromsar (ABS) med elektronisk bromskraftsfördelning (EBD).
- Bromsassistanssystem, Brake Assist (BA).
- Hjälpsystem vid start i motlut (HAC).
- Antisladdsystem VSC+ (Vehicle Stability Control+).
- Antispinnsystem TRC.
- Sju krockkuddar.
- Framstolar med inbyggt system (WIL) för att motverka pisknärtskador.

| Test              | Poäng | Omdöme |
| ----------------- | ----- | ------ |
| Vuxna passagerare | 35    | 5/5    |
| Barn passagerare  | 37    | 4/5    |
| Fotgängare        | 21    | 4/5    |

### Motorer (icke-hybrid)
- 1,33 Dual VVT-i, bensin (99 hk).
- 1,2 Turbo (116 hk)

### Motor (hybrid)
- 1,8 HSD, bensin/el (136 hk).

### Exteriör och Interiör
Bilens exteriör har lättmetallfälgar i 16 tum och 17 tum. Den har backkamera, Intelligent parkeringassistans, strålkastare bi-xenon, aktivt halvljus (AFS) samt strålkastare med "Follow-me-home"-funktion.
Interiören av bilen har ett nyckelfritt lås- och tändningssystem, farthållare, läderklädd ratt, backspegel (inre, automatiskt avbländande), luftkonditionering, automatisk (AAC) med individuella inställningar vänster/höger sida fram samt Toyota Touch multimediasystem. Icke-hybriden har även sportstolar i framsätet.

## Bildgalleri
|                    |
| 2010: Toyota Auris |

|                                                                      |
| 2013: Toyota Auris Touring Sports (hybrid)- kombiversionen av Auris. |

|                                                                       |
| 2013: Toyota Auris Touring Sports (hybrid) - kombiversionen av Auris. |

|                    |
| 2016: Toyota Auris |

|                                            |
| 2016: Toyota Auris, finns även som hybrid. |